# Валдуђа
Валдуђа (итал. Valduggia) је насеље у Италији у округу Верчели, региону Пијемонт.
Према процени из 2011. у насељу је живело 1257 становника. Насеље се налази на надморској висини од 403 м.

## Становништво
| 1931. | 1936. | 1951. | 1961. | 1971. | 1981. | 1991. | 2001. | 2011. |
| ----- | ----- | ----- | ----- | ----- | ----- | ----- | ----- | ----- |
| 2.320 | 2.335 | 2.421 | 2.738 | 2.729 | 2.581 | 2.416 | 2.363 | 2.117 |